# Phạm Hữu Tâm
Phạm Hữu Tâm (范有心, ? – 1842), là một danh tướng nhà Nguyễn trong lịch sử Việt Nam.

## Thân thế
Ông sinh trưởng trong một gia đình quan lại tại huyện Hương Trà, tỉnh Thừa Thiên. Ông anh của ông là Cai bạ Đằng Long hầu Phạm Hữu Huệ, ông nội là Ký lục doanh Bình Thuận Phạm Hữu Ứng, và cha là Huấn đạo Phạm Hữu Hòa.

## Quan lộ
Khi còn nhỏ, Phạm Hữu Tâm được học văn và võ. Năm Đinh Tỵ (1797), ông đến đầu quân chúa Nguyễn Phúc Ánh, và lập được công.
Năm 1802, sau khi tiêu diệt nhà Tây Sơn, chúa Nguyễn Phúc Ánh lên ngôi vua lấy hiệu là Gia Long, Phạm Hữu Tâm được làm Khâm sai cai cơ ở Tả thắng. Nhưng sau vì phạm lỗi ông bị cách chức .
Năm 1820, Minh Mạng nối ngôi, thì năm sau (1821), ông được phục chức.
Năm 1822, Phạm Hữu Tâm hộ tống lương thực đến quân trường ở Văn Bàn và Thủy Vỹ (nay thuộc tỉnh Lào Cai). Dọc đường gặp "giặc Man" (gọi theo sử nhà Nguyễn), ông đẩy lui được. Vua nghe, thưởng cho ông làm Cai đội, rồi lần lượt trải các chức: Phó quản cơ cơ Hiệu Thuận, Vệ úy, Trấn thủ Biên Hòa, Vệ úy ban Tả trực doanh Thần sách lĩnh việc đi đánh dẹp cuộc nổi dậy Lê Văn Khôi.
Đến Gia Định, ông theo Lê Tiến Bảo, Lê Đại Cương hiệp sức đánh. Lập được công, ông lần lượt được thăng: Chưởng cơ, Thống chế, rồi sung chức Tham tán đại thần ở quân thứ Gia Định.
Từ cuối năm 1833 đến đầu năm 1834, nhân lời cầu viện của Lê Văn Khôi, đông đảo quân Xiêm La tràn xuống đánh phá nước Việt. Phạm Hữu Tâm nhận lịnh họp binh cùng Trương Minh Giảng, Trần Văn Năng, Nguyễn Xuân, Nguyễn Đình Tân..., đánh thắng quân Xiêm tại Thuận Cảng (sông Vàm Nao) và Cù Hu . Sau khi đẩy lui được quân Xiêm và cứu nguy luôn cho Cao Miên, tháng 10 (âm lịch) năm 1834, Phạm Hữu Tâm được phong tước Tân Phúc tử.
Năm 1835, nhà vua thăng ông làm thự Thảo nghịch tướng quân để hiệp cùng Tả tướng quân Nguyễn Xuân đốc quân các đạo tấn công quyết liệt thành Phiên An, đến tháng 7 cùng năm thì thành bị hạ. Theo Đại Nam nhất thống chí, thì nhờ có ông "bày mưu đào đường ngầm (xà đạo) mà đánh hạ được thành Phan An. Khi khải hoàn (được) làm lễ bão tất (ôm gối vua)".
Cuối năm đó, ông được tấn phong tước bá, hàm Thái tử Thiếu bảo. Năm sau, ông lại thăng thự Tiền quân Đô thống kiêm giữ Tào chính, rồi Tiền quân Đô thống phủ Đô thống, tấn phong tước Tân Phước hầu, được khắc tên trên bia Võ công dựng trước Võ miếu Huế.
Năm 1839, ông lĩnh chức Tổng đốc An Tĩnh (Nghệ An-Hà Tĩnh), rồi Hà Ninh (Hà Nội-Ninh Bình).
Năm 1841, Thiệu Trị nối ngôi, gia phong cho ông hàm Thái tử Thái bảo. Năm sau (1842), Phạm Hữu Tâm khi ấy đang ở Hà Nội, thì lâm bệnh. Tới lúc bệnh nặng, ông mới xin phép về làng, nhưng đi đến Nghệ An thì mất.
Thương tiếc, vua Thiệu Trị cho truy tặng ông tước Tân Phúc quận công, ban tên thụy Trung Túc, thưởng thêm gấm nhiễu, chuẩn cho ngựa trạm đưa linh cữu về quê. Ngày an táng, nhà vua cấp thêm 3.000 quan tiền và sai quan đến tế hai lần.
Năm Tự Đức năm thứ 11 [1858], Phạm Hữu Tâm bị loại khỏi danh sách được thờ ở đền Hiền Lương do có can án hiếp dâm.

## Trận thủy chiến trênsông Tiền,1834
Tuy tham dự trận tại Thuận Cảng (tức sông Vàm Nao) từ cuối năm 1833, nhưng tên tuổi Phạm Hữu Tâm lại gắn liền với trận thủy chiến đầu năm 1834 trên sông Tiền, đoạn Cù Hu.
Theo sử liệu thì vào cuối năm Quý Tỵ (1833), nhận lời cầu viện của Lê Văn Khôi, vua Xiêm sai tướng Chiêu Phi Nhã Chất Tri (còn gọi là tướng Bodin) và Chiêu Phi Nhã Phật Lăng (PhraKlang), đem 20 vạn quân cùng với 350 chiến thuyền, chia làm 5 đạo, bằng nhiều hướng đánh vào một số tỉnh ở miền Trung, Châu Đốc và Hà Tiên.
Cuối năm ấy, thủy quân Xiêm tiến đến Thuận Cảng, thì bị quân Việt do tướng Trương Minh Giảng chỉ huy chận đánh, phải rút lui. Nhưng tháng sau, tháng Giêng năm Giáp Ngọ (1834) lại tràn xuống, theo Sông Tiền. Quân Việt lui đến rạch Cù Hu thì đánh tan được quân Xiêm, buộc họ phải lui về giữ phủ Ba Cầu Nam thuộc Chân Lạp. Sau đó, quân Xiêm lại tổ chức tấn công. Tướng Trương Minh Giảng lại cho quân lui về Cù Hu, đóng đồn hai bên bờ, cố phòng thủ.
Sách Minh Mạng chính yếu chép: 
 Giặc Xiêm dẫn binh thuyền hơn trăm chiếc, từ Thuận Cảng (tức sông Vàm Nao) xuôi xuống, bày ngang giữa dòng sông để chống lại thuyền của quân ta, lại đánh đồn của ta đóng bên tả ngạn. Quản vệ giữ đồn là Phạm Hữu Tâm chống đánh, chém kẻ cầm đầu của giặc là Phi Nhã Khổ Lặc. Giặc dựng trại ngang đồn, ngày đêm dùng đại bác bắn phá. Ta chờ quân chi viện, nhưng giặc ở phía thượng nguồn bèn nhân đêm tối, thừa lúc nước ròng, noi theo hai bên tả hữu bờ sông, phóng lửa đốt thuyền quân ta, rồi giặc đem quân đến đồn phía tả ngạn mà đánh...
Sách Quốc triều chính biên toát yếu chép:
Khi ấy giặc nhơn lúc nước xuống, theo bờ sông phóng hỏa đốt bè, ngăn trở quân thủy ta, rồi chúng nó lại sấn tới đánh. Quản vệ Phạm Hữu Tâm đốc binh đánh từ giờ Dần đến giờ Tỵ, quân giặc chết nhiều, thây chồng lên nhau. Giặc liền lui. Ngài (vua Minh Mạng) xuống dụ ban khen... Tháng 10 năm Giáp Ngọ (1834), phong Thống chế Phạm Hữu Tâm tước Tân Phúc nam để tỏ rõ công đánh giặc Xiêm ở Thuận Cảng và ở Chiến Sai .
Bị thua nặng, quân Xiêm rút về Châu Đốc. Quân Việt truy đuổi, quân Xiêm bỏ Châu Đốc, bỏ Hà Tiên, tháo chạy hết về nước. Đánh giá trận thủy chiến, nhà văn Sơn Nam viết:
Đây là trận ác chiến, mang tầm chiến lược quan trọng. Quân Xiêm dùng hỏa công, thả bè lửa, theo nước ròng (nước kém) chảy xiết để đốt chiến thuyền quân Việt. Trận chiến kéo dài từ khoảng 3 giờ khuya đến 10 giờ trưa mới dứt. Nếu quân Việt không ngăn được, quân Xiêm sẽ xuống Sa Đéc rồi Rạch Gầm, Mỹ Tho....